# 4th LIVE TOUR 2009 ~The Secret Code~
《4th LIVE TOUR 2009 ~The Secret Code~》는 그룹 동방신기의 4번째이자 2인 재편 이전의 마지막 일본 전국 콘서트 투어이다.

## 개요
2009년 1월, 동방신기 일본 공식 사이트는 일본 8개 도시, 19회로 확정된 일본 투어 일정을 공개한 후 처음으로 프리미엄석을 포함해 모두 6종류의 입장권을 준비해 8일부터 신청을 받기 시작했다. 프리미엄 좌석표는 가격이 장당 3만 엔(한화로 약 45만 원)에 달했으며, 프리미엄 좌석표를 구입한 팬은 전용 출입구로 입장해 특별석에서 공연을 관람할 수 있었다고 한다. 이렇게 현지 팬들의 호응이 폭발적으로 높아지자, 2회 분량의 도쿄 돔 공연 일정이 추가되었다. 이로써 동방신기는 비, 류시원에 이어 한국 아티스트 중 3번째이자 한국 그룹 아티스트 중 최초로, 그리고 류시원에 이어 한국 아티스트 중 2번째이자 한국 그룹 아티스트 중 최초로 2회에 걸쳐 도쿄 돔 무대에 오르는 위업을 달성하게 되었다.

## 투어 일정
| 일정            | 도시     | 장소                                   | 관객 동원      |
| --------------- | -------- | -------------------------------------- | -------------- |
| 2009년 5월 4일  | 신호     | 고베 월드 기념 홀                      | 통산 20,000명  |
| 2009년 5월 5일  | 신호     | 고베 월드 기념 홀                      | 통산 20,000명  |
| 2009년 5월 9일  | 기옥     | 사이타마 슈퍼 아레나                   | 통산 40,000명  |
| 2009년 5월 10일 | 기옥     | 사이타마 슈퍼 아레나                   | 통산 40,000명  |
| 2009년 5월 16일 | 선대     | 핫 하우스 슈퍼 아레나                  | 통산 34,000명  |
| 2009년 5월 17일 | 선대     | 핫 하우스 슈퍼 아레나                  | 통산 34,000명  |
| 2009년 5월 23일 | 찰황     | 마코마나이 세키스이 하임 아이스 아레나 | 통산 26,000명  |
| 2009년 5월 24일 | 찰황     | 마코마나이 세키스이 하임 아이스 아레나 | 통산 26,000명  |
| 2009년 5월 30일 | 복강     | 마린 멧세 후쿠오카                     | 통산 30,000명  |
| 2009년 5월 31일 | 복강     | 마린 멧세 후쿠오카                     | 통산 30,000명  |
| 2009년 6월 6일  | 광도     | 그린 아레나                            | 통산 20,000명  |
| 2009년 6월 7일  | 광도     | 그린 아레나                            | 통산 20,000명  |
| 2009년 6월 10일 | 대판     | 오사카 성 홀                           | 통산 44,000명  |
| 2009년 6월 11일 | 대판     | 오사카 성 홀                           | 통산 44,000명  |
| 2009년 6월 13일 | 대판     | 오사카 성 홀                           | 통산 44,000명  |
| 2009년 6월 14일 | 대판     | 오사카 성 홀                           | 통산 44,000명  |
| 2009년 6월 18일 | 나고야시 | 니혼 가이시 홀                         | 통산 30,000명  |
| 2009년 6월 20일 | 나고야시 | 니혼 가이시 홀                         | 통산 30,000명  |
| 2009년 6월 21일 | 나고야시 | 니혼 가이시 홀                         | 통산 30,000명  |
| 2009년 7월 4일  | 동경     | 도쿄 돔                                | 통산 110,000명 |
| 2009년 7월 5일  | 동경     | 도쿄 돔                                | 통산 110,000명 |

## 세트 리스트
- Opening VCR -
- Secret Game
- Share The World
- どうして君を好きになってしまったんだろう? (어째서 너를 좋아하게 되었을까?)
- Take Your Hands

- Ment -
- Stand Up!
- Beautiful You
- 9095
- My Destiny

- VCR #2 -
- FORCE
- Purple Line
- 呪文-MIROTIC-
- Heart, Mind And Soul

- Ment -
- 忘れないで (잊지 말아줘)

- VCR #3 - 
- Begin
- Nobody Knows
- TAXI
- Forever Love
- Box In The Ship
- "O"-正.反.合.

- Dancer Introduction-
- Choosey Lover
- Sky + Somebody To Love
- Summer Dream (With Band Introduction)
- Survivor

- Encore VCR -
- The Way U Are
- Break Up The Shell

- Ment - 
- Stand by U
- Kiss The Baby Sky

- Ending Ment - 
- Bolero

- Opening VCR -
- Secret Game
- Share The World
- どうして君を好きになってしまったんだろう? (어째서 너를 좋아하게 되었을까?)
- Take Your Hands

- Ment -
- Stand Up!
- 9095

- VCR #2 -
- FORCE
- Purple Line
- 呪文-MIROTIC-
- Heart, Mind And Soul

- Ment -
- 忘れないで (잊지 말아줘)

- VCR #3 - 
- XIAHTIC (시아준수 Solo)
- COLORS-Melody & Harmony- (영웅재중 & 믹키유천)
- CHECKMATE (유노윤호 Solo)
- WILD SOUL (최강창민 Solo)

- VCR #4 - 
- Begin
- Nobody Knows
- TAXI
- Forever Love
- "O"-正.反.合.

- Dancer Introduction -
- Choosey Lover
- Sky + Somebody To Love
- Summer Dream (With Band Introduction)
- Survivor

- Encore VCR -
- The Way U Are
- ウィーアー！ (We Are!)
- Break Up The Shell

- Ment - 
- Stand by U
- Kiss The Baby Sky

- Ment -
- Bolero

- Double Encore -
- Love In The Ice

- Ending -

## 특이사항 및 에피소드
- 김준수는 2009년 5월 4일에 열린 첫 공연 전날에 연 라이브 리허설 당시 다리에 중상을 입어 공연 일정 변경까지 검토되었으나, 공연을 기대하고 있던 팬들을 위해 꼭 무대에 오르겠다며 휠체어를 탄 채로 첫 공연 무대에 올라섰다.[5]